# Gente di rispetto

Gente di rispetto è un romanzo scritto da Giuseppe Fava e pubblicato dalla Bompiani nel 1975. Si tratta della storia di una maestra cresciuta a Catania, figlia di una madre nata nel nord Italia, e di un brigadiere delle guardie forestali siciliano, che viene comandata ad insegnare in un paese dell'interno della Sicilia:  Montenero Valdemone. Lì finisce in mezzo ad una faida tra cosche mafiose locali.
Nello stesso anno, Fava ha collaborato con il regista Luigi Zampa alla realizzazione del film omonimo, interpretato da Jennifer O'Neill, Franco Nero e James Mason.

## Edizioni
- Giuseppe Fava, Gente di rispetto, Bompiani, 1975.